# Scaligeria elata
Scaligeria elata är en flockblommig växtart som beskrevs av Pierre Edmond Boissier och Heinrich Carl Haussknecht. Scaligeria elata ingår i släktet Scaligeria och familjen flockblommiga växter. Inga underarter finns listade i Catalogue of Life.